# Kantongerecht Maastricht

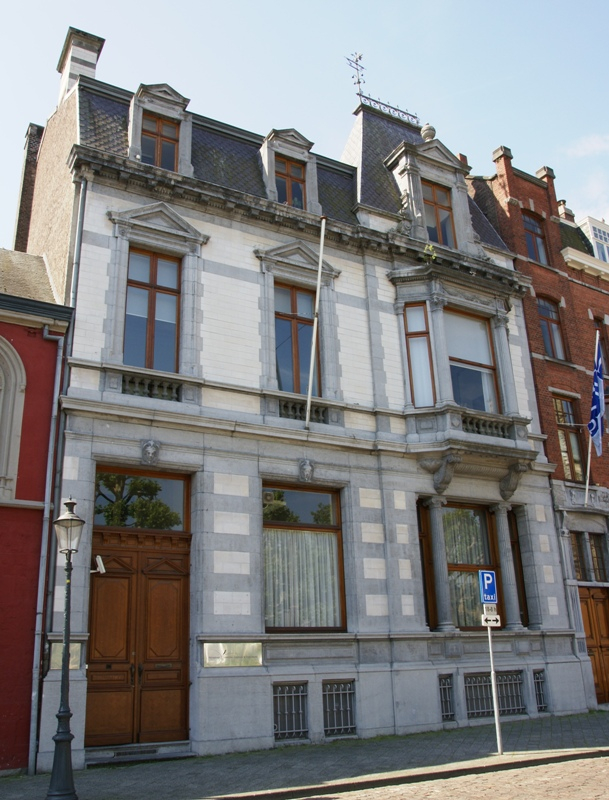
Huis Pijls aan het Vrijthof, van 1949 tot 1994 kantongerecht

Het kantongerecht Maastricht was van 1842 tot 2002 een van de kantongerechten in Nederland. Als kanton rond de hoofdstad van een provincie was Maastricht een kanton der 1ste klasse.

## Geschiedenis
Het kanton Maastricht was in de Franse Tijd (1794-1814) gevormd als onderdeel van de nieuwe bestuurlijke indeling in departementen, arrondissementen en kantons. Aanvankelijk was het alleen een kiesdistrict, later tevens een vredegerecht (eigenlijk twee vredegerechten: Maastricht-Noord en Zuid). Het oorspronkelijke kanton bestond alleen uit de stad Maastricht; de omliggende dorpen behoorden bij de kantons Tongeren, Bilzen, Maasmechelen en Meerssen. Het kanton Meerssen werd al in 1877 opgeheven en verdeeld over de kantons Gulpen en Maastricht. Het kantongerecht Gulpen werd in 1934 opgeheven en grotendeels bij Maastricht gevoegd.
Het gerecht was in de loop der jaren op meerdere locaties gevestigd, onder andere in het stadhuis en daarna samen met de arrondissementsrechtsbank in het Tweede Minderbroedersklooster. Van 1949 tot 1994 was het kantongerecht gevestigd in het herenhuis Vrijthof 19, het zogenaamde Huis Pijls. De zittingszaal bevond zich op de bel-etage en werd na de oorlog uitgebreid ten behoeve van het kantongerecht. Aan de kant van de Papenstraat behoorde het voormalige koetshuis ook bij het gerecht. Het Huis Pijls was het laatste aparte kantongerecht in Nederland. Van 1994 tot 2002 deelde het kantongerecht een gebouw met de rechtbank Maastricht, het voormalige ziekenhuis Sint Annadal.
In 2002 werden de Nederlandse kantongerechten geïntegreerd in de rechtbanken.